# سانتو استفانو تیچینو
سانتو استفانو تیچینو (به ایتالیایی: Santo Stefano Ticino) یک کومونه در ایتالیا است که در استان میلان واقع شده‌است. سانتو استفانو تیچینو ۵٫۰ کیلومتر مربع مساحت و ۵٬۰۰۵ نفر جمعیت دارد و ۱۵۲ متر بالاتر از سطح دریا واقع شده‌است.
کومونه یا شهرستان یکی از تقسیمات کشوری اصلی رایج در ایتالیا است.